# FV432
El FV432 es un transporte blindado de personal diseñado para el Ejército Británico a fines de la década de 1950 e introducido durante la década de 1960. Es la variante armada para transporte de tropas de la serie de vehículos blindados de combate FV430. Constituyó hasta la década de 1980 (década en la cual aún se encontraban 2.500 de estos transportes en servicio) la espina dorsal británica en la función de llevar soldados a la batalla. Actualmente quedan todavía muchos FV432 en servicio, pero comenzaron a ser relegados a un segundo plano a finales de los ochenta por la aparición del nuevo y superior IFV MCV-80 Warrior.

## Desarrollo
Después de terminada la Segunda Guerra Mundial se construyeron en Gran Bretaña varios prototipos de APC (Armoured Personnel Carrier, transporte blindado de personal) sobre orugas. A finales de la década de 1950, el Ministerio de Defensa contrató a la entonces llamada División GKN de Desarrollo de Vehículos de Combate. Le pidió la construcción de 4 prototipos del vehículo sobre orugas desprotegido FV430, además de diez ejemplares más para pruebas. Todos fueron entregados en 1958.
Posteriormente se le otorgó a GKN un nuevo contrato para el diseño y desarrollo de la serie FV430 de VAC, con un suministro inicial de cuatro prototipos y 13 más para pruebas con tropa. Conjuntamente, se le concedió a las entonces llamadas Royal Ordnance Factories un contrato para construir otros 7 vehículos de prueba con tropa, diseñados bajo la supervisión de GKN.
Las dos empresas completaron todo lo pedido en 1961, y al año se le concedió a GKN el primer contrato de producción del APC FV432. Se completaron los primeros vehículos de serie en 1963, y entró en servicio el ejército británico en 1963. Continúa en servicio, aunque la producción ya ha finalizado.
Empleando el mismo bastidor básico, se le otorgó a GKN un contrato para diseñar y construir el transporte de carga ligero sobre orugas FV431 y el vehículo para mecánicos FV434. Este último entró en producción, pero el FV431 no pasó de la etapa de prototipo.
La producción se llevó a cabo por GKN en Telford, Shropshire. Se construyeron unos 3.000 de estos APC de la serie FV432, antes de que la producción finalizara en 1971. El FV432 pertenece a la familia de vehículos FV430, que incluye también al cañón ATP Abbot FV433 de 105 mm. Este vehículo, desarrollado por Vickers Defence Systems, utiliza varios componentes, incluyendo la suspensión y bloque motor.
A pesar de que se ofreció a otros países, el FV432 no fue adquirido por ninguno de ellos, porque durante esa misma época estaba en producción a gran escala el vehículo APC M113, para el ejército estadounidense, muy similar al FV432, pero mucho más económico. El único cliente extranjero fue la India, que adquirió algunos FV432 en su versión de mando, para utilizarlos con sus cañones autopropulsados Abbot de 105 mm.

## Diseño
El FV432 tiene el casco en láminas de acero totalmente soldadas, con el conductor sentado en la parte anterior a la derecha, el comandante a su espalda y el motor (del tipo policarburante) a su izquierda. 

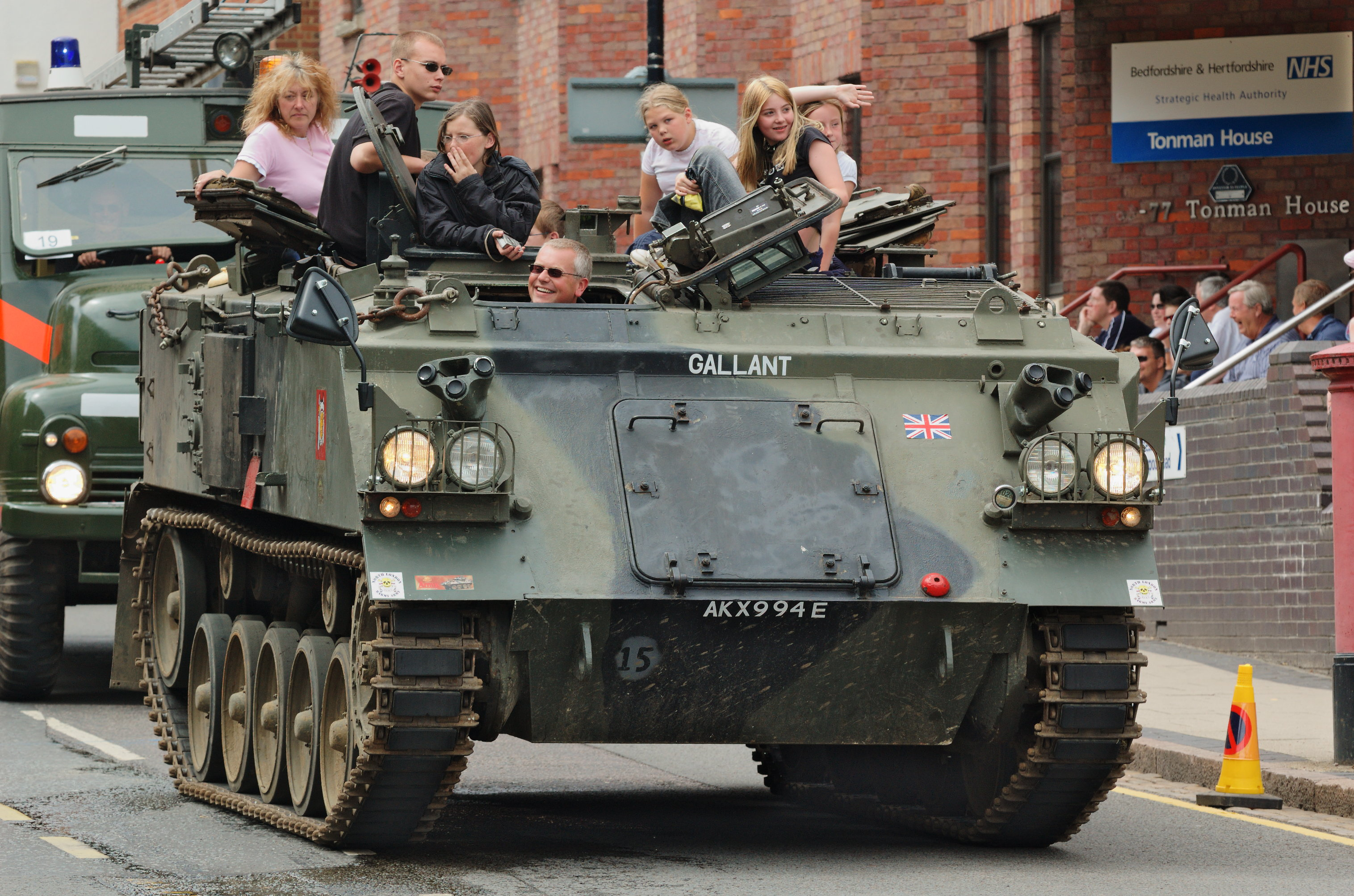
Un FV432 privado en un carnaval

 El compartimiento de la tropa está en la parte trasera del casco. Se accede a él mediante un escotillón único en la parte trasera. Hay sin embargo otras escotillas en la parte superior del compartimiento, pero no hay posibilidad para que la infantería dispare sus armas desde adentro del vehículo. Los diez soldados se acomodan en diez asientos, cinco a cada lado, que se pueden plegar para hacer espacio para distintos tipos de útiles. El vehículo tiene un sistema de visión nocturna y fue uno de los primeros en su tipo de tener protección NBQ.
Al ser incorporado al servicio, el FV432 estaba equipado con un mamparo rompeolas colocado en la parte superior del casco. Con este accesorio se podían cruzar lagos y ríos, estando propulsado por sus propias orugas. Sin embargo los mamparos fueron eliminados con posterioridad ya que podían ser dañados fácilmente por el fuego de las armas portátiles y la metralla de las bombas, pudiendo traer graves problemas.
El vehículo básico tiene para su defensa una ametralladora de 7,62 mm montada sobre un soporte sin ningún tipo de protección. Sin embargo, con el tiempo se vieron variantes que tenían una ametralladora de 7,62 mm en una torreta, en la parte superior del compartimiento de tropa.
El FV432 también es usado para una enorme gama de funciones: vehículo ambulancia, de mando (al instalarle muchos sistemas de comunicaciones), portamorteros (normalmente uno de 81 mm), de minado (remolcando el sistema Bar y sobre el techo el sistema Ranger de diseminación de minas antipersonales), vehículo para trasportar radares (como por ejemplo el ZB 298 o el sistema Cymbeline para la localización de la artillería o de morteros), de control de tiro de artillería, y vehículos especiales para el Cuerpo de Transmisiones británico. El vehículo de mantenimiento, llamado FV434, puede sustituir en campo abierto el motor del tanque Chieftain, mientras que el vehículo antitanque FV438 dispone de misiles Swingfire.

## Retiro
A partir de finales de la década de 1980, el FV432 comenzó a ser sustituido por el MCV-80 Warrior de la compañía GKN Sankey. Es por eso que muchos participaron de la operación Tormenta del Desierto, su último despliegue operativo a gran escala, ya que muchas unidades estaban haciendo la transición operativa.
Sin embargo, a pesar de que estaba siendo reemplazado en muchas tareas, hacia 1993 el Ejército Británico todavía tenía en su inventario unos 1000 FV432, en servicio activo. Hay versiones más especializadas que siguieron actuando por mucho más tiempo, mientras se desarrollaban las correspondientes del Warrior. Un ejemplo es el caso del vehículo portamortero de 81 mm, que es muy utilizado por los batallones mecanizados.
El FV432 comenzó a ser retirado de servicio en el momento justo. Su gran parecido con el M113 estadounidense lo hacía igualmente falto de potencia, movilidad y blindaje para la guerra acorazada y mecanizada de su época.